# Разорение Киева (1416)
Осада Киева 1416 года — взятие и разорение Киева войсками золотоордынского эмира Едигея. Один из эпизодов длительного ордынско-литовского противостояния, шедшего с 1390-х по 1410-е годы и связанного с попытками вмешательства Витовта во внутриордынскую борьбу за власть и поддержкой им потомков Тохтамыша, с которыми враждовал Едигей. Скорее всего, Киев служил потомкам Тохтамыша операционной базой. Именно в Киеве Витовт назначал своих ордынских ставленников.
Войско Едигея нанесло удар с юга. Захватив Звенигород-Киевский, оно подошло к Киеву в июне, напало на город и почти полностью его сожгло. Были захвачены и разрушены Подол и Верхний город, разорён Киево-Печерский монастырь. Единственная часть Киева, которую татары не смогли взять, был Киевский замок, располагавшийся на Замковой горе. Среди защитников города были поляки, к помощи которых Великому княжеству Литовскому пришлось прибегнуть.
В архивных документах упоминается про то, что наряду с Киевом пострадало большое количество окрестных селений. Жители Киева были захвачены в качестве ясыря. Разрушения города были столь велики, что Густынская летопись отмечала: «ꙍттолє Киѥвъ погꙋби красотꙋ свою, и дажє досєлє ꙋжє нє можє быти таковъ». Ордынцы уничтожили Киевскую ротонду; вероятно, пострадал и Софийский собор. Как и после разорения 1299 года, когда митрополит Киевский Максим переехал во Владимир, поставленный Витовтом новый православный митрополит Киевский и всея Руси Григорий Цамблак после разгрома Киева Едигеем переехал в Вильну. Разорение Киева 1416 года было наибольшим после погрома 1240 года.
В следующем году Едигей совершил разорительный набег на Подолье.